# Phalanger matabiru
Phalanger matabiru là một loài động vật có vú trong họ Phalangeridae, bộ Hai răng cửa. Loài này được Flannery & Boeadi miêu tả năm 1995.